# Histoire de Nerilka
Histoire de Nerilka (Nerilka's Story) est un roman de science fantasy de l'écrivain américaine Anne McCaffrey et appartenant au cycle de la Ballade de Pern. C'est le deuxième tome du sous cycle de L'Épidémie, et son action est contemporaine des événements relatés dans La Dame aux dragons.

## Résumé
L'histoire se passe lors du sixième passage des Fils, 1505 révolutions (années pernaises) après l'arrivée des hommes sur Pern.
Nerilka, fille du seigneur Tolocamp de Fort, raconte ce qu'il lui est advenu lors de cette fin de passage.
Tout débute avec la fête donnée au fort de Ruatha pour l'accession du Seigneur Alessan. Le seigneur Tolocamp y emmène sa femme et quatre de ses filles dans le but avoué de marier l'une d'elles à Alessan ; en revanche, Nérilka, pourtant amie d'enfance de feue la femme d'Alessan, est exclue de la légation.
Une épidémie terrible frappe alors le continent septentrional, tuant hommes et coureurs, et affaiblissant les Weyrs. Seul son père revient vivant de Ruatha. Nerilka commence par aider les guérisseurs à mesure de ses moyens, puis, écœurée par la politique égoïste et cruelle de son père, elle quitte Fort sous les habits d'une servante nommée Rill et décide de mettre ses talents de guérisseuse au service des malades. Cela la mènera jusqu'à Ruatha, où elle aidera le Seigneur Alessan à réaliser le sérum nécessaire à la vaccination des coureurs.
Lorsque Alessan, désespéré par la mort de la Dame Moreta, voudra se donner la mort, Nerilka parviendra à le faire changer d'avis et finira par l'épouser.